# Shikome
Yomotsu-shikome (黄泉醜女, « femmes laides de Yomi »), aussi connues sous le nom yomotsu-hisame (泉津日狭女), sont dans la mythologie japonaise, huit sorcières, ou une myriade, envoyées par Izanami pour aller chercher Izanagi et le ramener dans le monde souterrain.